# Lincoln Experimental Satellite
Lincoln Experimental Satellite – seria ośmiu amerykańskich satelitów technologiczno-łącznościowych. Wystrzeliwane w latach 1965-1976. Opracowane i zbudowane przez Laboratorium im. Abrahama Lincolna, przy MIT. Finansowane przez Siły Powietrzne Stanów Zjednoczonych. Służyły testowaniu urządzeń i technologii łączności satelitarnej.
Najbardziej zasłużonym dla programu statkiem był LES 5, wysłany 1 lipca 1967. Zaprojektowany do testowania taktycznej łączności satelitarnej, na zlecenie Departamentu Obrony USA. Został użyty jako pierwszy satelita do łączności między jednostkami wszystkich formacji amerykańskich sił zbrojnych, w tym przez samoloty w powietrzu, okręty podwodne i okręty nawodne.
LES 5 był pierwszym satelitą łącznościowym pracującym w paśmie UHF (225-400 MHZ), przeznaczonym wyłącznie do użytku rządowego i pierwszym satelitą UHF nadającym fale radiowe spolaryzowane kołowo, co pozwalało na wykorzystanie do odbioru naziemnego małych monopolowych anten biczowych i prętowych. W projektowaniu LES 5 dużą rolę odegrała misja wcześniejszego LES 3, wysłanego w grudniu 1965.
Statki LES 1, LES 2 i LES 4 pracowały w paśmie X (8 GHz) i pozwoliły pomyślnie przetestować wiele urządzeń i technik telekomunikacyjnych, w tym pierwsze satelitarne nadajniki nie wykorzystujące lamp próżniowych i pierwsze systemy elektronicznego zwiększania efektywności wypromieniowanej wiązki (przełączanie wiązek, wykrywanie Ziemi).
Po zakończeniu programu LES Laboratorium im. Abrahama Lincolna realizowało projekt satelitów FLTSATCOM.

## Lista satelitów LES
- LES 1 – 11 lutego 1965 – nieprawidłowa orbita
- LES 2 – 6 maja 1965
- LES 3, LES 4 – 21 grudnia 1965 – nieprawidłowa orbita
- LES 5 – 1 lipca 1967
- LES 6 – 26 września 1968
- LES 8, LES 9 – 15 marca 1976